# Glutophrissa phaola
Glutophrissa phaola är en fjärilsart som först beskrevs av Doubleday 1847.  Glutophrissa phaola ingår i släktet Glutophrissa och familjen vitfjärilar. Inga underarter finns listade i Catalogue of Life.